# The Saint (film)
The Saint er en amerikansk action thriller film fra 1997 instrueret af Phillip Noyce, skrevet af Jonathan Hensleigh og Wesley Strick, og med Val Kilmer i titelrollen. Filmen omhandler titelkarakteren, der er en high-tech tyv og forklædningens mester, der bliver en antihelt med forskellige dæknavne taget fra helgener.
Filmen er løst baseret på karakteren Simon Templar, der blev skabt af Leslie Charteris i 1928 til en serie af bøger udgivet som The Saint, der blev udgivet indtil 1983. The Saint-karakteren blev også brugt i en serie af Hollywood-film produceret mellem 1938 og 1954, en radioserie i 1940'erne med bl.a. Vincent Price som Templar, en populær britisk tv-serie i 1960'erne med Roger Moore i titelrollen samt en serie med Ian Ogilvy fra 1970'erne.
Filmen fik blandede anmeldelser, hvor Kilmer og Shues præstationer dog blev rost, og det var en beskeden finansiel succes og indspillede for $169,4 mio., og blev udlejet for $28,2 mio., og har efterfølgende haft indtægter fra DVD-salg.

## Medvirkende
- Val Kilmer som Simon Templar
- Elisabeth Shue som Dr. Emma Russell
- Rade Šerbedžija som Ivan Petrovich Tretiak
- Valery Nikolaev som Ilya Tretiak
- Henry Goodman som Dr. Lev Naumovich Botvin
- Alun Armstrong som Inspector Teal
- Michael Byrne som Yuri Vereshagin
- Yevgeni Lazarev som Præsident Karpov
- Irina Apeksimova som Aleksa "Frankie" Frankeyevich
- Lev Prygunov som General Leo Sklarov
- Charlotte Cornwell som Inspector Rabineau
- Tommy Flanagan som Scarface
- Egor Pazenko som Scratchface
- Adam Smith som ung Simon Templar
- Verity-Jane Dearsley som Agnes
- Roger Moore som Radio Announcer Voice
- David Schneider som tjener på en bar
- William Hope som State Department Official
- Emily Mortimer som Kvinde på flyet

## Eksterne Henvisninger
- The Saint - Helgenen på Internet Movie Database (engelsk)
- The Saint - Helgenen på Filmdatabasen
- The Saint - Helgenen på Scope
- The Saint - Helgenen i Svensk Filmdatabas (svensk)
- The Saint - Helgenen på AlloCiné (fransk)
- The Saint - Helgenen på AllMovie (engelsk)
- The Saint - Helgenen hos American Film Institute (engelsk)
- The Saint - Helgenen på Turner Classic Movies (engelsk)
- The Saint - Helgenen på The Movie Database (engelsk)
- The Saint - Helgenen på Rotten Tomatoes (engelsk)